# I'm on Fire (Bruce Springsteen)
I'm on Fire is een nummer van de Amerikaanse rockzanger Bruce Springsteen. Het is de vierde single van zijn zeer succesvolle zevende studioalbum Born in the U.S.A. uit 1984. Op 6 februari 1985 werd het nummer op single uitgebracht.
Het idee voor I'm on Fire kwam toen Springsteen in de studio een beetje aan het experimenteren was met een Johnny Cash-rifje. Cash heeft in 2000 een cover van het nummer gemaakt. De videoclip van het nummer is de eerste waarin Springsteen zelf verschijnt. Hij speelt de rol van een automonteur die zich vergaapt aan een chique vrouw die haar auto voor reparatie bij hem langsbrengt. De clip won een MTV Video Music Award voor Best Male Video in 1985. In Nederland werd de videoclip destijds op televisie uitgezonden door de popprogramma's AVRO's Toppop, Countdown van Veronica met Veronica Hilversum 3 dj Adam Curry en TROS Popformule met TROS Hilversum 3 dj Erik de Zwart.

## Achtergrond
Net als voorganger Born in the U.S.A., is dit een van de grootste hits die Springsteen heeft gehad. In Springsteens' thuisland de Verenigde Staten bereikte de plaat de 6e positie in de Billboard Hot 100. In Canada werd de 12e positie bereikt en in het Verenigd Koninkrijk de 5e positie in de UK Singles Chart.
In Nederland was de plaat op donderdag 30 mei 1985 TROS Paradeplaat op Hilversum 3 en werd een gigantische hit in de destijds drie hitlijsten op de nationale publieke popzender. In zowel de Nederlandse Top 40, Nationale Hitparade als de TROS Top 50 bereikte de plaat de nummer 1-positie. In de Europese hitlijst op Hilversum 3, de TROS Europarade, werd de 6e positie bereikt.
In België bereikte de plaat de nummer 2 positie in de Vlaamse Radio 2 Top 30 en de nummer 1-positie in de voorloper van de Vlaamse Ultratop 50.

## Hitnoteringen

### Nederlandse Top 40
| Hitnotering: 15-06-1985 t/m 07-09-1985 | Hitnotering: 15-06-1985 t/m 07-09-1985 | Hitnotering: 15-06-1985 t/m 07-09-1985 | Hitnotering: 15-06-1985 t/m 07-09-1985 | Hitnotering: 15-06-1985 t/m 07-09-1985 | Hitnotering: 15-06-1985 t/m 07-09-1985 | Hitnotering: 15-06-1985 t/m 07-09-1985 | Hitnotering: 15-06-1985 t/m 07-09-1985 | Hitnotering: 15-06-1985 t/m 07-09-1985 | Hitnotering: 15-06-1985 t/m 07-09-1985 | Hitnotering: 15-06-1985 t/m 07-09-1985 | Hitnotering: 15-06-1985 t/m 07-09-1985 | Hitnotering: 15-06-1985 t/m 07-09-1985 | Hitnotering: 15-06-1985 t/m 07-09-1985 | Hitnotering: 15-06-1985 t/m 07-09-1985 |
| Week                                   | 1                                      | 2                                      | 3                                      | 4                                      | 5                                      | 6                                      | 7                                      | 8                                      | 9                                      | 10                                     | 11                                     | 12                                     | 13                                     |                                        |
| -------------------------------------- | -------------------------------------- | -------------------------------------- | -------------------------------------- | -------------------------------------- | -------------------------------------- | -------------------------------------- | -------------------------------------- | -------------------------------------- | -------------------------------------- | -------------------------------------- | -------------------------------------- | -------------------------------------- | -------------------------------------- | -------------------------------------- |
| Positie                                | 30                                     | 17                                     | 7                                      | 4                                      | 2                                      | 1                                      | 1                                      | 1                                      | 3                                      | 4                                      | 11                                     | 15                                     | 26                                     | uit                                    |

### Nationale Hitparade
| Hitnotering: 15-06-1985 t/m 07-09-1985 | Hitnotering: 15-06-1985 t/m 07-09-1985 | Hitnotering: 15-06-1985 t/m 07-09-1985 | Hitnotering: 15-06-1985 t/m 07-09-1985 | Hitnotering: 15-06-1985 t/m 07-09-1985 | Hitnotering: 15-06-1985 t/m 07-09-1985 | Hitnotering: 15-06-1985 t/m 07-09-1985 | Hitnotering: 15-06-1985 t/m 07-09-1985 | Hitnotering: 15-06-1985 t/m 07-09-1985 | Hitnotering: 15-06-1985 t/m 07-09-1985 | Hitnotering: 15-06-1985 t/m 07-09-1985 | Hitnotering: 15-06-1985 t/m 07-09-1985 | Hitnotering: 15-06-1985 t/m 07-09-1985 | Hitnotering: 15-06-1985 t/m 07-09-1985 | Hitnotering: 15-06-1985 t/m 07-09-1985 |
| Week                                   | 1                                      | 2                                      | 3                                      | 4                                      | 5                                      | 6                                      | 7                                      | 8                                      | 9                                      | 10                                     | 11                                     | 12                                     | 13                                     |                                        |
| -------------------------------------- | -------------------------------------- | -------------------------------------- | -------------------------------------- | -------------------------------------- | -------------------------------------- | -------------------------------------- | -------------------------------------- | -------------------------------------- | -------------------------------------- | -------------------------------------- | -------------------------------------- | -------------------------------------- | -------------------------------------- | -------------------------------------- |
| Positie                                | 12                                     | 7                                      | 2                                      | 1                                      | 1                                      | 2                                      | 1                                      | 2                                      | 3                                      | 6                                      | 12                                     | 17                                     | 33                                     | uit                                    |

### NPO Radio 2 Top 2000
| Nummer met noteringen in de NPO Radio 2 Top 2000 | '99 | '00 | '01 | '02 | '03 | '04 | '05 | '06 | '07 | '08 | '09 | '10 | '11 | '12 | '13 | '14 | '15 | '16 | '17 | '18 | '19 | '20 | '21 | '22 | '23 | '24 |
| ------------------------------------------------ | --- | --- | --- | --- | --- | --- | --- | --- | --- | --- | --- | --- | --- | --- | --- | --- | --- | --- | --- | --- | --- | --- | --- | --- | --- | --- |
| I'm on Fire                                      | 332 | 298 | 322 | 363 | 406 | 399 | 469 | 496 | 438 | 425 | 462 | 458 | 419 | 343 | 272 | 335 | 337 | 245 | 327 | 239 | 212 | 245 | 231 | 277 | 279 | 259 |

1. ↑  Een vetgedrukt getal geeft de hoogste notering aan.

## Andere uitvoeringen
- De Nederlandse band Powerplay speelde het in 1985 bij live-optredens.

E Street Band: Bruce Springsteen · Roy Bittan · Nils Lofgren · Patti Scialfa · Garry Tallent · Steven Van Zandt · Max Weinberg
Jake Clemons · Charles Giordano · Soozie Tyrell
Voormalige leden: Ernest Carter · Clarence Clemons · Danny Federici · Vini Lopez · David Sancious
Voormalige tourmuzikanten:
Everett Bradley · Barry Danielian · Clark Gayton · Curtis King · Suki Lahav · Ed Manion · The Miami Horns · Cindy Mizelle · Michelle Moore · Tom Morello · Curt Ramm · Jay Weinberg